# Askeptosauridae
De Askeptosauridae zijn een familie van uitgestorven thalattosauriërs binnen de superfamilie Askeptosauroidea. Er zijn fossielen gevonden in Italië, Zwitserland en China. Askeptosauriden onderscheiden zich van andere thalattosauriërs door hun lange nek en smalle schedels.

## Classificatie
Askeptosauridae werd in 1952 benoemd om het geslacht Askeptosaurus op te nemen. In 2000 werd het geslacht Anshunsaurus, dat twee soorten omvat, aan de familie toegevoegd. In een fylogenetische analyse uit 2005 werd Endennasaurus opgenomen in Askeptosauridae. Later dat jaar plaatste een nieuwe studie Endennasaurus buiten Askeptosauridae als een basaal lid van Askeptosauroidea. Recentere studies hebben ook het geslacht Miodentosaurus uit China in de familie geplaatst. Hieronder is een cladogram aangepast van Wu et alii (2009) met de fylogenetische verwantschappen van askeptosauriden:
|  | Anshunsaurus huangguoshuensis |
|  |                               |
|  | Anshunsaurus wushaensis       |
|  |                               |

|  | Askeptosaurus italicus |
|  |                        |
|  | Miodentosaurus brevis  |
|  |                        |

|  | Anshunsaurus huangguoshuensis |
|  |                               |
|  | Anshunsaurus wushaensis       |
|  |                               |

|  | Askeptosaurus italicus |
|  |                        |
|  | Miodentosaurus brevis  |
|  |                        |

|  | Anshunsaurus huangguoshuensis |
|  |                               |
|  | Anshunsaurus wushaensis       |
|  |                               |

|  | Askeptosaurus italicus |
|  |                        |
|  | Miodentosaurus brevis  |
|  |                        |

|  | Anshunsaurus huangguoshuensis |
|  |                               |
|  | Anshunsaurus wushaensis       |
|  |                               |

|  | Askeptosaurus italicus |
|  |                        |
|  | Miodentosaurus brevis  |
|  |                        |